# Ньиве-Дип
Ньиве-Дип (нидерл. Nieuwe Diep — «новый затон») — некогда озеро, а теперь озёра в Восточном Амстердаме, между заливом Эй и польдером Ватерграфсмер.
Амстердам-Рейн-каналом (и окружающими его дамбами) озеро делится на две части:
- западный Benedendiep («нижний затон») прилегает к Флевопарку,
- восточный Bovendiep («верхний затон») — к дамбе Димерзедейк нидерл. Diemerzeedijk.

## История
Границы будущего озера оформились в XIII веке, когда для защиты земель к востоку от Амстердама от вод Зюйдерзе была построена дамба Димерзедейк, надолго ставшая единственной сухопутной дорогой от Амстердама к Мёйдену. Само озеро сформировалось в результате двух прорывов этой дамбы: сначала в 1422, потом в 1651 (Наводнение Святого Петра [1651]). Между этими событиями лежит осушение в 1629 году обширного озера Ватерграфсмер, новый польдер стал юго-восточной границей озера.
После сооружения в 1892 году Мерведе-канала (ставшего с 1952 года частью Амстердам-Рейн-канала) озеро оказалось разделено на две не сообщающиеся непосредственно части. Если западный затон свободно сообщается с каналом (и через шлюз в Димерзедейке — с водами Эй), то у восточного выход в канал — только через шлюз.

## Использование
Оба водоёма используются для водного спорта, особенно восточный, который также служит местом стоянки лодок. На берегах западного расположены Флевопарк, бассейн на открытом воздухе «Флевопаркбад» и спортивные площадки.